# Vinícius Araújo
Vinícius Vasconcelos Araújo (João Monlevade, Minas Gerais, 22 de febrero de 1993) es un futbolista profesional brasileño que juega como delantero en el Al-Arabi S. C. de la Primera División Saudí.

## Trayectoria

### Cruzeiro
Vinícius Araújo entró en 2007 con 14 años en la academia del Cruzeiro de la ciudad de Belo Horizonte, capital del estado donde vivía, Minas Gerais. 
Destacó jugando en el equipo sub-20 del Cruzeiro, sobre todo en la Copa de Brasil Sub-20 y en el Campeonato también Sub-20 de Brasil de 2012, donde fue el máximo goleador de ambas competiciones. Esto le valió para subir al primer equipo. 
Hizo su debut con el Cruzeiro en partido oficial el 6 de julio de 2013 en la Serie A en un partido frente a la Portuguesa, con resultado de 1-1, pero fue solo ocho días después, el 14 de julio, cuando anotó su primer gol en la victoria por 3-0 frente al Náutico. Sus registros goleadores fueron en aumento y se ganó un puesto como titular indiscutible con una gran técnica dentro del área rival.

### Valencia C. F.
Varios equipos europeos de alto nivel seguían sus progresos. El 31 de enero de 2014, último día en el que finalizaba el mercado de invierno para incorporar jugadores al fútbol europeo, el Valencia Club de Fútbol de la liga española hizo oficial su contratación para reforzar su ataque. Compra el 50% de los derechos del jugador por una cifra de 3'5 millones de euros. No fue inscrito en la UEFA para disputar encuentros de la Liga Europa al solo permitir este organismo inscribir a tres nuevos futbolistas en enero, y al haber incorporado el Valencia a cinco nuevos jugadores tuvo que descartar a dos, y Vinícius Araújo fue uno de los descartados junto a Rúben Vezo.
Hizo su debut con el equipo el 2 de marzo en Vallecas en el minuto 70 del encuentro Rayo Vallecano-Valencia (1-0). Gozó de dos ocasiones de gol que no pudo materializar, una de ellas cortada por el brazo de un defensor local que no fue señalada como penalti por el árbitro. Durante el resto de la temporada no disfrutó apenas de minutos de juego y no ha sido titular hasta el momento.
Sin minutos y sin apenas entrar en convocatorias para el técnico Juan Antonio Pizzi, se estrenó como goleador en un encuentro amistoso frente al Hong Kong Rangers el 28 de mayo de 2014, una vez finalizada la temporada, marcando el primer gol de la victoria valencianista por 1-3.

### Standard de Lieja
El verano de 2014 realiza la pretemporada con un nuevo y reformado Valencia dirigido por Nuno Espírito Santo, que lo ve como una joven promesa pero sin poder darle minutos. Tampoco se le ve muy adaptado al club desde su llegada en el mes de enero, por tanto se decide el 25 de agosto una cesión por una temporada al  Standard de Lieja de la liga belga.
El 31 de agosto debutó en la 6.ª jornada de liga ante el KSC Lokeren en su estadio Daknamstadion sustituyendo en el minuto 72 a Igor de Camargo, con resultado final de 1-1. El 18 de septiembre anotó su primer y único gol oficial con el Standard de Lieja en el primer partido de la fase de grupos de la Liga Europa frente al HNK Rijeka de Croacia, entrando al terreno de juego en el minuto 84 y marcando en el 87 el 2-0 definitivo para los belgas.
No disputa ningún partido completo durante toda la temporada. Fue usado como revulsivo en contadas ocasiones por el técnico serbio Ivan Vukomanovic, pero la convulsa temporada del club llevaron a un cambio de técnico en febrero y el belga José Riga dejó a Vinícius Araújo fuera de prácticamente todas las convocatorias. Sus pobres números fueron participar en solo 10 partidos de la liga, 2 en Copa y en 4 de la Liga Europa, con un único gol. 
El 14 de mayo de 2015 el Standard de Lieja puso fin a la cesión del jugador antes de lo previsto para darle permiso y regresar a su país, Brasil, para solucionar unos asuntos personales.

### Regreso a Cruzeiro
El 26 de junio de 2015, al no verlo preparado para acoplarse al fútbol que necesita el Valencia, se hace oficial una nueva cesión de Vinícius Araújo a su club de origen, el Cruzeiro, hasta junio de 2016, El deseo era que volviera a tener minutos, a sentirse importante en un equipo y cerca de su gente, pero no pudo encontrar regularidad ni su mejor versión como futbolista, así que en marzo de 2016 se acordó trasladar su cesión a otro club.

### SC Recife
El 4 de marzo de 2016 se hizo oficial su cesión al Sport Club do Recife brasileño hasta el 31 de diciembre, pero, aunque empezó bien los primeros meses, luego fue perdiendo protagonismo. Anotó cinco goles.

### S. D. Huesca
Tras la cesión regresó a Valencia en el mercado de invierno y pudo participar en un encuentro oficial, de vuelta de los octavos de final de la Copa en Balaídos ante el Celta, siendo titular y jugando los 90 minutos. Logró marcar el único gol visitante en la derrota por 2-1, su único gol como valencianista. 
Aun así su condición de extracomunitario hizo que el club le buscara una nueva cesión y varios clubes de Segunda División se interesaron en él, y finalmente el 18 de enero de 2017 se acordó su cesión a la Sociedad Deportiva Huesca hasta finalizar la temporada 2016-17. Dispuso de más de mil minutos repartidos en 22 encuentros, anotando un total de 4 goles, uno de ellos en la semifinal de la fase de promoción de ascenso contra el Getafe.

### Real Zaragoza
El último día del mercado de fichajes del verano de 2017 el jugador rescinde su contrato con el Valencia y firma libre por el Real Zaragoza de Segunda División. El técnico Natxo González le hizo debutar el 15 de septiembre jugando los últimos 16 minutos de la 5.ª jornada en el estadio Anxo Carro frente al C. D. Lugo, que terminó con derrota 2-1 en el descuento. Fue titular en la eliminatoria de Copa a partido único solo seis días después en La Romareda frente al mismo rival, pero esta vez con victoria 1-0 para el equipo maño. En la 11.ª jornada volvió a tener minutos finales frente al Sevilla Atlético, pero sin mayor protagonismo.

## Selección
Vinícius Araújo fue convocado con la selección de fútbol sub-20 de Brasil en mayo de 2013, y disputó el Torneo Esperanzas de Toulon de 2013 en Francia, donde se proclamó campeón con su selección y llamó la atención del fútbol europeo con sus goles y su juego. Fue máximo goleador del torneo con 3 goles.
Fue convocado por primera vez para disputar 3 partidos amistosos de la Selección de fútbol sub-20 de Brasil en septiembre de 2014 en Doha frente a Catar, Palestina y Líbano. El 3 de septiembre de 2014 anotó el cuarto tanto de la goleada brasileña 0-4 frente a Catar, y el 6 de septiembre marcó el tercero en la victoria 3-0 frente a la sub-23 de Palestina.

## Clubes
| Club                       | País           | Año       |
| -------------------------- | -------------- | --------- |
| Cruzeiro E. C.             | Brasil         | 2013-2014 |
| Valencia C. F.             | España         | 2014-2017 |
| Standard de Lieja (cedido) | Bélgica        | 2014-2015 |
| Cruzeiro E. C. (cedido)    | Brasil         | 2015-2016 |
| S. C. Recife (cedido)      | Brasil         | 2016      |
| S. D. Huesca (cedido)      | España         | 2017      |
| Real Zaragoza              | España         | 2017-2018 |
| C. R. Vasco da Gama        | Brasil         | 2018-2019 |
| Avaí F. C. (cedido)        | Brasil         | 2019      |
| Montedio Yamagata          | Japón          | 2020-2021 |
| F. C. Machida Zelvia       | Japón          | 2022      |
| Umm-Salal S. C.            | Catar          | 2023      |
| F. C. Imabari              | Japón          | 2023      |
| Sagan Tosu                 | Japón          | 2024-2025 |
| Al-Arabi S. C.             | Arabia Saudita | 2025-     |

## Palmarés

### Títulos nacionales
| Título                          | Club           | País   | Año  |
| ------------------------------- | -------------- | ------ | ---- |
| Campeonato Brasileño de Serie A | Cruzeiro E. C. | Brasil | 2013 |